# Гете институт
Гете-институт је опште удружење са седиштем у Минхену. Основни циљ Гете-института се огледа у подршци учењу немачког језика, неговању културне сарадње, као и у презентовању актуелне слике СР Немачке у свету. Поред централе у Минхену, Гете-институт је присутан у 12 градова широм Немачке и у 97 држава, што чини мрежу од укупно 157 института (Goethe-Institut), центара (Goethe-Zentrum) или канцеларија (Verbindungsbüro). Уз то, Институт негује посебне односе са више стотина иностраних партнерских институција из целог света за које  осигурава финансијску помоћ или има саветодавне функције. Удружење је названо по немачком писцу Јохану Волфгангу Гетеу.

## Историја
Гете-институт је основан 1951. године као наследник тзв. Немачке академије из 1925. Првобитна идеја је била да се једном таквом институцијом пружи подршка образовању и усавршавању страних наставника немачког језика. Први институт је отворен 1952. године у Атини, а већ следеће године започињу и први курсеви немачког језика, чиме је Институт преузео неговање немачког језика као страног у свету. Од 1959. полако почиње трансформација свих западнонемачких културних представништава у иностранству у Гете-институте, да би 1968. године Гете-институт проширио своју делатност са језичке и на културну.
Гете-институт у Београду основан је 1970. године.

## Председници Гете-института
- Курт Магнус (1951-1962)
- Макс Грасман (1962-1963)
- Петер Х. Пфајфер (1963-1971)
- Ханс-Хајнрих Херварт фон Битенфелд (1971-1977)
- Клаус фон Бизмарк (1977-1989)
- Ханс Хајгерт (1989-1993)
- Хилмар Хофман (1993-2001)
- Јута Лимбах (2002-2008)
- Клаус-Дитер Леман (од 2008)